# انگور اورگن
انگور اورگن (نام علمی: Berberis aquifolium) نام یک گونه از سرده زرشک است.